# Mukasipidariyur
Mukasipidariyur è una suddivisione dell'India, classificata come census town, di 11.045 abitanti, situata nel distretto di Erode, nello stato federato del Tamil Nadu. In base al numero di abitanti la città rientra nella classe IV (da 10.000 a 19.999 persone).

## Geografia fisica
La città è situata a 11° 12' 25 N e 77° 35' 32 E.

## Società

### Evoluzione demografica
Al censimento del 2001 la popolazione di Mukasipidariyur assommava a 11.045 persone, delle quali 5.532 maschi e 5.513 femmine. I bambini di età inferiore o uguale ai sei anni assommavano a 973, dei quali 492 maschi e 481 femmine. Infine, coloro che erano in grado di saper almeno leggere e scrivere erano 6.828, dei quali 4.023 maschi e 2.805 femmine.